# Plomb
Plomb era una comuna francesa situada en el departamento de Mancha, de la región de Normandía, que el 1 de enero de 2016 fue suprimida al fusionarse con las comunas de Braffais y Sainte-Pience, y formar la comuna nueva de Le Parc.

## Demografía
| Gráfica de evolución demográfica de Plomb entre 1800 y 2013 |
|                                                             |

Los datos demográficos contemplados en este gráfico de la comuna de Plomb se han cogido de 1800 a 1999 de la página francesa EHESS/Cassini, y los demás datos de la página del INSEE.